# Гердеман, Линус
Линус Гердеман (нем. Linus Gerdemann, род. 16 сентября 1982 в Мюнстере, ФРГ) — немецкий профессиональный шоссейный велогонщик.

## Биография
В 2005 году по рекомендации Йенса Фогта подписал первый профессиональный контракт с датской командой Team CSC. В первом сезоне одержал победу на этапе гонки UCI ProTour Тур Швейцарии и носил лидерскую майку Четырёх дней Дюнкерка.
14 июля 2007 года одержал самую громкую победу в карьере, финишировав первым на 7-м этапе Тур де Франс между Бурк-ан-Бресом и Ле-Гран-Борнаном, и захватил жёлтую майку лидера генеральной и белую — лидера молодёжной классификации.

## Победы
| 2004 - Чемпион Германии да 23 лет в групповой гонке 2005 - Тур Швейцарии - этап 7 2007 - Тур де Франс - этап 7 2008 - Тур Германии — генеральная классификация - этап 1 - Тур Эна — генеральная классификация - этап 3а - Кубок Уго Агостони 2009 - Тур Баварии — генеральная классификация - Гран-при Дрессау-Рослау 2010 - Вуэльта Мальорки - этап 3 - Тиррено — Адриатико - этап 1 | 2011 - Тур Люксембурга — генеральная классификация - этап 2 2012 - Чемпионат Германии, групповая гонка — 2-е место 2014 - Тур Азербайджана - этап 4 - горная классификация 2015 - Тур Люксембурга — генеральная классификация - этап 2 |

## Статистика выступлений наГранд Турах
| Гранд Тур | 2005 | 2006 | 2007 | 2008 | 2009 | 2010 | 2011 | 2012 |
| --------- | ---- | ---- | ---- | ---- | ---- | ---- | ---- | ---- |
| Джиро     | –    | –    | –    | –    | –    | 16   | –    | –    |
| Тур       | –    | –    | 36   | –    | 23   | 84   | 60   | –    |
| Вуэльта   | 72   | –    | –    | –    | сход | –    | –    | сход |